# Chahta Tamaha
Chahta Tamaha (Choctaw Town) var en betydelsefull ort i Choctaw Nation i Indianterritoriet i nuvarande delstaten Oklahoma i USA. Chahta Tamaha, som idag ligger i Bokchito i Bryan County i Oklahoma, var huvudstad i Choctaw Nation 1863–1883.
Armstrong Academy grundades som en internatskola för choctawgossar 1844. Skolan har sitt namn efter choctawledaren William Armstrong.
Platsen utsågs på grund av sin vattenkälla, som gav tillräckligt med vatten för att driva en gnidkvarn, och sin goda skogstillgång för brännved. Skolan hade i genomsnitt 65 elever.
Staden Chahta Tamaha växte upp runt internatskolan. De första skolhusen och dormitorierna byggdes av timmer. I slutet av 1850-talet ersattes dessa av en tvåvånings tegelbyggnad. Tidigt tillkom en handelsstation, en smedja och en kyrka.  
Fram till 1855 drevs skolan av Baptist Missionary Society of Louisville i Kentucky, varefter den sköttes av Cumberland Presbyterian Board of Foreign and Domestic Missions till 1861, då den stängdes på grund av amerikanska inbördeskriget. 
Under det amerikanska inbördeskriget användes skolbyggnaden för ett sydstatssjukhus. Choctaw Council församlades där 1863, huvudstaden flyttades dit samma år.
Chahta Tamaha var huvudstad för Choctaw Nation fram till 1883, då huvudstadsfunktionen flyttades till Tuskahoma. Samma år återupptogs undervisningen på Armstrong Academy, då som skola för föräldralösa pojkar.
Armstrong Academy brann ned i februari 1921, men USA:s federala regering lät inte återuppbygga skolan. Idag finns i Chahta Tamaha kvar endast ruiner av internatskolans byggnad.